# Медицинска социологија
Медицинска социологија је социолошка анализа медицинских организација и институција; продукција знања и избор метода, акције и интеракције здравствених радника, као и социјални или културни (уместо клиничких или телесних) ефекти медицинске праксе. Поље обично суделује са социологијом знања, природним наукама и технолошким студијама, као и социјалном епистемологијом. Медицински социолози су такође заинтересовани за квалитативна искустава пацијената, често радећи на границама јавног здравља, социјалног рада, демографије и геронтологије како би истражили појаве на раскрсници социјалне и клиничке науке. Здравствене неједнакости обично се односе на типичне категорије као што су класа и раса. Објективна социолошка истраживања брзо постају образац и политичко питање.
Ране радове у медицинској социологији спровео је Лоренс Хендерсон (Lawrence J Henderson) чија су теоретска интересовања у радовима Вилфреда Парета(Vilfred Paret) инспирисала интересовање Талкота Парсонса (Talcott Parsons) за теорију социолошког система. Парсонс је један од оснивача медицинске социологије и примењивао је друштвену улогу теорије на интеракцијске односе између болесних људи и осталих. Кључну улогу у доприносу медицинској социологији од 1950. имали су: Хауард Бекер(Howard Becker) Мајк Бури (Mike Bury), Питер Конрад (Peter Conrad), Џек Даглес (Jack Douglas), Дејвид Силвермен (David Silverman), Фил Стронг (Phil Strong), Карл Меј(Carl May), Ен Роџерс (Anne Rogers) и Рене Фокс (Renee Fox).
Област медицинске социологије се обично подучава као део шире социологије, клиничке психологије или здравствених студија, или на посвец́еним мастер студијама где се понекад комбинује са проучавањем медицинске етике/биоетике.
У Великој Британији, социологија је уведена у медицински наставни план и програм следец́и “Goodenough” извештај 1944. године: "У медицини, 'друштвена објашњења’ етиологије болести за неке лекаре значило је преусмеравање медицинске мисли са чисто клиничких и психолошких критеријума болести. Увођење ‘социјалних’ фактора у медицинско објашњење је најјаче огледано у гранама медицине уско везане за заједницу - социјална медицина и, касније, општа пракса" (Reid 1976).

## Историја
Медицинска социологија може пратити своје интелектуално порекло од касних година 19. века. У деветнаестом веку, два дисциплине у настајању - социологија и алопатска медицина – почеле су да се укрштавају. За алопатску медицину, овај временски период сведочи почетке текућих покушаја медицине да консолидује своју професионалну моћ и друштвени легитимитет. У међувремену, социологија (термин који је први сковао Огист Конт (Auguste Comte) 1838. године) је почела да се појављује као засебна дисциплина. Прва публикација која је формално повезала медицину и социологију била је: “Значај студије медицинске социологије", чији је аутор Чарлс МекИнтајер (Charles McIntire) и први пут је објављена 1894. године. Затим следе две кјучне књиге: “Есеји у медицинској социологији”, аутор: Елизабет Блеквел (Elizabeth Blackvell) (1902) и “Медицинска социологија”, аутор: Џејмс Варбејс (James P. Warbasse) (1909). Први журнал који се фокусирао на медицинску социологију био је Journal of Sociology Medicine (Журнал социологије медицине), који је објављен од стране Америчке академије за медицину и постојао четири године између 1915. и 1919. године. Америчко удружење за јавно здравље је између 1909. и 1921. године објављивало сличан журнал: "Област социологије". Било је потребно још четврт века до појављивања наредног часописа медицинске социологије ((Journal of Health and Human Behavior – Журнал здравља и људског понашања).
Иницијално време и кратко трајање ових повезивања медицине и социологије се рефлектовало у много широј трансформацији која се одвијала у алопатској медицини и између медицине и друштва, јер су обе журиле да потврде ваљаност научне медицине. Како је медицина расла у клиничкој ефикасности и организационој сложености, социјално - психолошке и бихевиористичке стране медицине почеле су да губе значај, са упутством, истраживањем и принципима дерангирања на поља медицине “другог реда”, као што су психијатрија и јавно здравље. Раштркани чланци "Социологије медицине" ће наставити да се ретко појављују у медицинским часописима између 1920. и 1950. године.
Остин Портерфилд (Austin Porterfield) је 1960. године објавио оно што ће постати први значајни дисциплински часопис у медицинској социологији, Journal of Health & Human Behavior (JHHB) - Журнал здравља и људског понашања).У пролеће 1967. године, Америчко социолошко удружење (АСА) је JHHB је узело под своје организационо крило, где је преименован у Журнал за здравље и социјално понашање (JHSB). Елиот Фрајдсон (Eliot Freidson) је био први уредник. Исте године је објављен журнал Друштвена наука и медицина, са изразито међународним и мултидисциплинарним фокусом на друштвене науке.
До раних 1970-их, одсек медицинске социологије Британског социолошког удружења је основао сопствени организациони одељак и 1979. године објавио свој “журнал медицинске социологије" (Социологија здравља и болести). Током 1950-их и 1960-их, поље медицинске социологије је доживело снажан период раста-пре свог врхунца раних 1970-их. Током ове две деценије, поље је доживело значајан академски ентузијазам и успех, укључујући и оно што се данас може сматрати раскошним износом финансијске подршке, како из приватних фондација тако и федералне владе. На самом свом врхунцу, раних 1970-их, на пример, пододбор за обуку друштвених наука Националног института за ментално здравље је додељивао 1.500 студентских (постдипломских) стипендија годишње - од чега је 80% отишло у одељења социологије. Број стипендија је било много више него што је било потребно за подршку постдипломаца медицинске социологије, а цела област социологије имала је користи од ове филантропске и савезне дарежљивости.
Чак је и оснивање самог одсека медицинске социологије и одлука АСУ-а (Америчко социолошко удружење) да усвоји JHSB, осигурана од спољног финансирања. Учлањење у новој АСУ секцији (основана 1959. године) је протекло невероватно. За мање од годину дана, одсек медицинске социологије порастао је на 561 чланова. До 1964. године, чланство је порасло на готово 900 (чији је број узгред близу броја данашњег чланства одсека). За мање од 6 година, поље је кренуло од објављивања уводних текстова до евалуација публикација-критике (један значајан пример је "Социологија медицине: Извештај о трендовима и библиографија", аутор: Елиот Фрајдсон (1961), објављен као посебно издање у Текућој Социологији).
До средине 1970-их, је међутим, било знакова невоље. Основани токови финансирања су се пресушили, а нису замењени алтернативним изворима. Чланство у секцији се зауставило и покривеност медицинских/здравствених тема у водећим журналима социлогије као што су били: AJS (Амерички журнал сцоиологије) и Амерички социолошки Преглед, постала је ретка. У међувремену, факултети и универзитети су доживљавали своје преокрете. Суочене са значајним финансијским притисцима, школе су гледале да скрате програме и социологија је била на врху бројних листа. Један мали али индикативан пример је свакако Одељење Социологије Јеил Универзитета (Yale University), где је основан први програм медицинске социологије у Сједињеним Америчким Државама, а где је 1990. године одлучено да се исти укине.
Осамдесете и деведесете године биле су такође тешке за алопатску медицину. Успон менаџерског здравства (тзв. managed care т.ј. систем здравствене заштите у коме се пацијенти слажу да посете само одређене лекаре и болнице, и у којима се трошкови лечења прате од стране компаније која тиме управља), комодификација медицинских услуга и откривање медицине од стране Вол Стрита и корпоративне Америке током 1985. и 1997. године, имало је за последицу разорне импликације на будућност медицине као самосталне професије.
Период седамдесетих година преко раних 1990-их, је такође било време енергичних дебата у оквиру академске социологије о судбини и будућности алопатске медицине као професије (Hafferty и Light 1995; Hafferty и Wolinsky 1991). Почевши од трансформативне професије медицине и професионалне доминације, аутор: Елиот Фрајдсон (1970а, 1970б), један број угледних медицинских социолога у Сједињеним Америчким Државама (Марк Филд (Mark Field)), Дејвид Френкфорд (David Frankford), Доналд Лајт (Donald Light), Фредрик Волински (Fredric Wolinsky)) и шире (Дејвид Кобр (David Coburn), Џулио Френк (Julio Frenk), Рудолф Клеин (Rudolf Klein), Мегали Ларсон (Magali Larson), Евен Вилс (Evan Willis)), је почео да расправља о променљивој судбини организованог статуса медицине као професије (Hafferty и McKinlay 1993). Још једном су медицина и социологија укрстиле путеве. Важно је напоменути, међутим, да, када је организована медицина почела кампању за поновно успостављање свог професионалног статуса и угледа, социолози су већ прешли на друге дебате (Castellani и Hafferty 2006. године).
Од самог зачетка медицинске социологије као академског ентитета, питање идентитета и идентификације, се стално постављало: идентификације саме себе и идентификације од стране других. С једне стране, проучавање медицинских и здравствених проблема омогућило је социологији велике изазове и могућности. С друге стране, те исте могућности имале су потенцијал да одузму социологији њену јединствену перспективу. Један знак ове тензије је сада 50 -годишња дебата о томе да ли би одсек АСУ-а требало да се зове “медицинска социологија", "здравствена социологија" или "социологија здравља и болести“. Многе од ових тензија се огледају у чувеној разлици између социологије и социологије у медицини, аутор: Роберт Штраус (Robert Straus) (1957).
У скорије време, било је настојања да се повуку ове разлике инсистирајући на томе да је социологија прошла кроз различите фазе и прерасла у “социологију са медицином” (Levine 1987). Организована медицина остаје једна од најмоћнијих друштвених институција у модерним временима –упркос снази депрофесионализације. Осим тога, медицина има мало подстицаја (тада или сада) да „прихвати“ социологију, осим ако она сматра да социологија може помоћи у решавању питања или проблема како је дефинисано у медицини (а не у социологији). Под таквим околностима (и очекивањима), сваки однос између социологије и медицине подразумева значајан потенцијал за социологију да се подвргне дисциплинској “ко-опцији”. Социолози који раде у здравственим срединама морају бити посебно осетљиви на ова питања. Често не функционишу ни за једно ни друго, имају мало поштовања од лекара или од својих академских колега који сматрају њихове "својевољне" колеџе превише "примењеним.“ Какве год да су појединости, организована медицина задржава значајну институционалну моћ и друштвени легитимитет у данашњем друштву. Медицина је била у стању да успостави своје знање, вештине и културу као свакодневни поредак ствари који се узима здраво за готово и то је оно што чини медицинску перспективу тако потенцијално корумпираном.
Потез да се медицинска социологија уведе у наставни план и програм медицинских школа, је играо важну улогу у еволуцији дисциплине као институционалног ентитета. Први” мостобран” је постављен 1959. године, када је Роберт Штраус основао прво одељење за бихевиористичке науке на Универзитету у Кентакију. Штраус је 1970. године, такође помогао да се оснује прво професионално удружење дисциплине (Удружење за бихевиористичке науке и медицинску едукацију). За Штрауса, "бихевиористичка наука" ( обратите пажњу на једнину) одражава пресек медицинске социологије, медицинске антропологије и медицинске психологије - те је стога представљала јединствену и надмашујућу дисциплину друштвене науке. Поље је брзо успоставило присуство у великом броју (али не у свим) медицинских школа током 1960-их и 1970-их, посебно у оним заједницама где су људи преко 40 година уписивали медицинске школе које су биле основане током 1970-их и 1980-их.

## Кључне теме
Видимо две растуће линије социолошког истраживања када испитујемо будућност медицинске социологије - свака везана за другу. Прва је глобализација. Јасно је да свет у којем живимо пролази кроз велику трансформацију. Ово се посебно односи на здравље и здравствену заштиту. Сада живимо у свету где је ширење болести глобална и где лоше здравствено стање једне земље утиче на добробит других. Глобална финансијска тржишта и економска конкуренција доводе у питање способност влада и пословног света да обезбеде приступачне здравствене заштите. У таквој ситуацији, можемо да очекујемо да, како глобализација буде расла, тако ће и њен значај као главна тема медицинске социологије (Bury 2005). Постоји све већи број студија који истражује питања здравља и болести у другим земљама изван САД или Британије-далеко више него овде наведена. Извори као што су: "Компаративни медицински системи", аутори: Mechanic i Rochefort (1996), Блеквел сапутник медицинској социологији, аутор: Kokerhem(Cockerham) (2004) (са својих 17 поглавља о Сједињеним Америчким Државама, Канади, Мексику, Бразилу, Великој Британији, Француској, Немачкој, Шведској, Русији, Пољској, Чешкој Републици, Јужној Африци, арапском свету, Израелу, Аустралији, Јапану и Народној Републици Кини) пружају одличан почетак.
Друга и сродна тема је "комплексност наука". Као што је аргументовано од растућег списка научника, и због кључних фактора као што су информациона револуција и глобализација, настајућа тема у науци двадесет и првог века је комплексност (Capra 1996, 2002). Један од примера је студија комплексних здравствених мрежа (Freeman 2004; Scott 2000).
Иако је перспектива била важан део медицинске социологије још од 1970-их, пре свега у смислу објашњава улоге коју социјална подршка и родбинске мреже играју у промовисању здравља и благостања, најновија достигнућа у проучавању сложених мрежа (на пример, мали светови-смалл wорлдс, сцале-фрее мреже) пружају нове увиде у процесима у којима се болести шире и начинима на који здравствени радници могу да побољшају здравље и благостање великих популација (Watts 2004). Како предлажу ове две нове теме, теоријски оквир медицинске социологије, наставља да се мења у складу са новим и контекстуално основаним потребама здравствених радника и пацијената. Медицинска социологија јесте и остаје теоријски богата област проучавања.